# つなきあき
つなき あき（1959年 - ）は、日本の男性フリーアニメーター、キャラクターデザイナー、アニメ監督。名前は出身地から付けている。主にゆめ太カンパニーでの仕事が中心である。

## 経歴・人物
1959年、熊本県葦北郡津奈木町出身。高校を卒業後、専門学校東京デザイナー学院に進学し、20歳の時にアニメ制作会社へ入社。原画制作の担当者や作画監督を経て、23歳でフリーとして独立。

## 参加作品

### テレビアニメ
- YAT安心!宇宙旅行（作画監督）
- LEGEND OF BASARA（サブキャラクターデザイン、作画監督）
- SHADOW SKILL -影技-（作画監督）
- EAT-MAN'98（作画監督）
- 今、そこにいる僕（原画）
- 頭文字D Second Stage（作画監督）
- るろうに剣心 -明治剣客浪漫譚-（作画監督、原画）
- 仙界伝 封神演義（原画）
- 魔術士オーフェン（作画監督）
- おじゃる丸（作画監督、原画）
- 遊☆戯☆王デュエルモンスターズ（作画監督、原画、2期OP原画、3期OP作画監督）
- まっすぐにいこう。（キャラクターデザイン、総作画監督）
- あたしンち（原画）
- 遙かなる時空の中で-八葉抄-（監督、作画監督、作画監修）
- 金色のコルダ〜primo passo〜（作画監督、作画監修）
- ネオ アンジェリーク Abyss（作画監督、総作画監督）
- ネオ アンジェリーク Abyss -Second Age-（総作画監督）
- 遙かなる時空の中で3 紅の月（キャラクターデザイン、総作画監督）
- ミラクル☆トレイン〜大江戸線へようこそ〜（アニメーションキャラクターデザイン・総作画監督）
- 遙かなる時空の中で3 終わりなき運命（総監督、アニメーションキャラクターデザイン）
- 侵略!イカ娘（ED原画）
- Rio RainbowGate!（作画監督）
- カードファイト!! ヴァンガード（作画監督）
- バカとテストと召喚獣にっ!（作画監督）
- 君と僕。（作画監督、原画）
- ちはやふる（作画監督）
- SKET DANCE（作画監督、原画）
- 銀河へキックオフ!!（作画監督）
- 君と僕。2（作画監督）
- 超訳百人一首 うた恋い。（キャラクターデザイン・総作画監督）
- 鉄人28号ガオ!（原画）
- よんでますよ、アザゼルさん。Z（作画監督）
- 戦国無双SP 真田の章（キャラクターデザイン・総作画監督）
- 金色のコルダ Blue♪Sky（総作画監督）
- 戦国無双（TVシリーズ）（キャラクターデザイン・総作画監督）
- 狐狸之声（キャラクターデザイン[1]）
- number24（作画監督）
- マブラヴ オルタネイティヴ（サブキャラクターデザイン[2]・総作画監督）
- ずたぼろ令嬢は姉の元婚約者に溺愛される（作画監督）

### 劇場アニメ
- るろうに剣心 -明治剣客浪漫譚- 維新志士への鎮魂曲（作画監督）
- 劇場版ポケットモンスター 幻のポケモン ルギア爆誕（作画監督）
- 劇場版ポケットモンスター 結晶塔の帝王 ENTEI（作画監督）
- 劇場版 遙かなる時空の中で 舞一夜（キャラクターデザイン、総作画監督）
- 新劇場版 頭文字D Legend2 -闘走-（作画監督補佐）
- 新劇場版 頭文字D Legend3 -夢現-（作画監督、原画）
- 遊☆戯☆王 THE DARK SIDE OF DIMENSIONS（作画監督）
- デジモンアドベンチャー LAST EVOLUTION 絆（作画監督、原画）
- デジモンアドベンチャー02 THE BEGINNING（作画監督）

### OVA
- 雲界の迷宮ZEGUY（キャラクターデザイン）
- YAMATO2520 (キャラクターデザイン(2 - 3)・キャラクター作画監督(2)・人物総作画監督(3)・原画(3))
- るろうに剣心 -明治剣客浪漫譚- 追憶編（原画）
- アンジェリーク 〜白い翼のメモワール〜（原画）
- 遙かなる時空の中で2-白き龍の神子- 中巻、下巻（監督）
- たまゆら（原画）
- +チック姉さん（原画）

### Webアニメ
- 終末のワルキューレ（作画監督）
- 終末のワルキューレII（作画監督）

※その他、ネオロマンスシリーズに多数参加している。

## その他
2005年12月17日から2006年2月26日、つなぎ美術館にて「遙かなる時空の中で〜八葉抄〜展-つなきあき動画（アニメ）的仕事-」開催